# کمیته موقت خلق کره شمالی
کمیته موقت خلق کره شمالی یک سازمان مرکزی بود که به عنوان دولت موقت در کرهٔ شمالی کار کرد.
این کمیته در تاریخ ۸ فوریه ۱۹۴۶ در پی ناتوانی اداره عمران شوروی، کمونیست‌ها برای متمرکز کردن قدرت در شمال کره کمیته موقت خلق کره ایجاد کردند، که پس از آن مناطق مختلف توسط کمیته خلق به ایالت‌ها تقسیم شدند. به عنوان یک سیستم اداری قدرتمند در شمال کره، و به عنوان یک دولت موقت حکومت دست به اصلاحاتی مانند اصلاحات اراضی و ملی سازی صنایع کلیدی را انجام داد.
این کمیته در روز ۲۱ فوریه ۱۹۴۷ به کمیته خلق کره شمالی تبدیل شد که به عنوان یک دولت موقت بعدها به جمهوری دموکراتیک خلق کره انتقال یافت.